# باولي يورغنسن
باولي يورغنسن (بالدنماركية: Pauli Jørgensen)‏ (و. 1905 – 1993 م) هو لاعب كرة قدم، ومدرب كرة قدم، من الدنمارك، ولد في فريدريكسبرج، مركز لعبه هو مهاجم، توفي في فريدريكسبرج، عن عمر يناهز 88 عاماً.

## مسيرته الكروية
لعب باولي يورغنسن خلال مسيرته الاحترافية مع نادِ واحدٍ في ثمانية عشر موسمًا وسجل خلالها 245 هدف ضمن 252 مباراة. ولم يفز بأي موسم بالكأس وفاز في أربعة مواسم بالدوري.
خاض باولي يورغنسن مسيرته مع نادي بولدكلوبن فرم في موسم 1924–25 ليلعب معه ثمانية عشر موسمًا، مشاركًا في 252 مباراة سجل خلالها 245 هدف.

## روابط خارجية
- باولي يورغنسن على موقع قاعدة بيانات كرة القدم.إي يو (الإنجليزية)
- باولي يورغنسن على موقع ناشيونال فوتبول تيمز (الإنجليزية)